# Les Bidasses aux grandes manœuvres
Pour plus de détails, voir Fiche technique et Distribution.
Les Bidasses aux grandes manœuvres est un film français réalisé par Raphaël Delpard en 1981.

## Synopsis
Cinq jeunes appelés mènent une vie paisible dans la caserne d'une petite ville. Leur officier est un homme excentrique qui les laisse passer leur temps à écouter de la musique. L'atmosphère change du tout au tout, à l'arrivée d'un nouvel officier qui veut les préparer aux grandes manœuvres...

## Fiche technique
- Titre original : les Bidasses aux Grandes Manœuvres
- Réalisation : Raphaël Delpard
- Assistant-réalisateur : Luc Besson
- Scénario : Raphaël Delpard, Serge Lebel, Jean Rossi
- Dialogues : Raphaël Delpard, Serge Lebel, Jean Rossi
- Photographie : Roger Fellous
- Décor : Jean-Luc Blanchet
- Producteur : Marcel Albertini
- Musique : Jack Ledru, André Hornez
- Casting : Luc Besson
- Année : 1981
- Durée : 85 minutes
- Genre : comédie
- Date de sortie :
  -  France : 28 octobre 1981

## Distribution
- Michel Galabru : le colonel Desjument
- Betty Beckers : Madame Desjument
- Paul Préboist : le colonel Beaudouin
- Michel Modo : le sergent Merlin
- Jacques Legras : le colonel allemand
- Jean Reno : le lieutenant Zag
- Bouboule : Bibendum
- Michel Duchezeau : le lieutenant Zig
- Michèle Grignon : Valentine
- Jean-François Duhamel : Valentin
- Stéphane Gildas : le volontaire
- Sidney Kotto : Quentin
- Eric Trunel : Pilou
- Jacques Préboist : le cuisinier
- Maurice Lamy : le clairon
- Georges Lucas : le paysan
- Jean-Claude Vogel : le loucheur
- Jean-Claude Benhamou : le chasseur
- Rita Maiden : le médecin-chef
- Michel Debrane : le député
- Cécile Laligan : Victorine
- Dominique Daguier : François
- Véronique Descamps : Françoise
- Marie-José Gosselin : Marie

## Autour du film
- C'est avec ce film que Luc Besson, alors assistant-réalisateur, rencontre Jean Reno, acteur inconnu à l'époque. De cette rencontre vont naître une amitié et une collaboration cinématographique entre les deux hommes.